# TER Champagne-Ardenne
Le TER Champagne-Ardenne est le réseau transport express régional de l'ancienne région administrative Champagne-Ardenne.
Il a représenté, en 2010, environ 10 000 voyages quotidiens effectués sur 1 057 km de voies ferrées avec 80 gares et points d'arrêt, réalisés au moyen de 250 circulations de trains (TER et Intercités) et 80 circulations d'autocars. Le réseau propose onze liaisons ferroviaires et quatorze liaisons routières conventionnées par la région. La production est assurée par 52 autorails ou automotrices et cinq rames tractées. Selon les chiffres de la sncf, en 2014, 93,48 % des circulations étaient ponctuelles ou arrivaient à destination avec un retard ne dépassant pas cinq minutes. Quatre lignes sont certifiées « NF service » sur la base de la norme EN 13816 délivré par Afnor.
Cependant et selon l’association UFC Que choisir, dans un document publié le 26 mai 2015 : « Par leur construction, les seuls chiffres officiels, calculés par la SNCF elle-même, sous-représentent les difficultés réellement vécues ». Par exemple, les trains annulés avant la veille sont déprogrammés, et sortent ainsi des statistiques.
Depuis le 11 décembre 2016, le TER Champagne-Ardenne fait partie du réseau TER Grand Est aux côtés des réseaux TER Lorraine et TER Alsace. La convention entre SNCF Mobilités et la région Grand Est (issue de la fusion des anciennes régions Alsace, Lorraine et Champagne-Ardenne) est la première signée en France depuis la réforme territoriale en vigueur depuis le 1er janvier 2016.

## Histoire

### Le transport régional avant la décentralisation
En 1960, le trafic régional et local est assuré surtout par les trains omnibus, qui incluent les trains directs ou semi-directs. Dans ce qui deviendra la région Champagne-Ardenne, ce trafic est alors peu développé et ne comporte souvent qu'un seul à trois aller-retours quotidiens par ligne. Ainsi, parmi les cinq lignes partant de ce que fut l'étoile de Troyes, seule celle vers Saint-Florentin bénéficie de trois aller-retours, et celle vers Romilly-sur-Seine (section de la ligne Paris - Mulhouse) de deux aller-retours. Sinon ce n'est qu'un unique aller-retour quotidien, comme entre La Ferté-sous-Jouarre et Châlons-en-Champagne (section de la ligne Paris - Strasbourg). Les sections Longueville - Romilly-sur-Seine et Charleville-Mézières - Hirson n'ont même plus aucun trafic omnibus. Les quatre à cinq aller-retours par jour sont atteints sur les relations Reims - Chaumont, Blesme-Haussignémont - Nançois-Tronville (section de la ligne Paris - Strasbourg), ainsi qu'entre Charleville-Mézières et Sedan. Finalement, deux lignes font figure d'exception, avec six à neuf aller-retours par jour : Reims - Épernay et Charleville-Mézières - Givet.
Alors que le contexte politique est défavorable aux dessertes régionales par le rail, une partie de la direction de la SNCF ne veut pas baisser les bras et pense qu'en sortant son offre omnibus de l'immobilisme, il serait possible de la pérenniser. Dans ce sens, une expérimentation est menée en 1971 dans les zones de Bordeaux et Chambéry, consistant en une suppression de trains omnibus avec remplacement par un nombre légèrement diminué de trains plus rapides. En 1972, un autre type d'expérimentation est mené autour de Troyes, qui consiste à tester la volonté des collectivités territoriales à soutenir une réorganisation du service. À ce moment, le service omnibus vers Chaumont a déjà disparu, et l'offre sur les quatre lignes restantes se présente comme décrite ci-dessus, mais parmi les six mille personnes venant travailler à Troyes, les dix pour cent s'y rendent toujours par le train. La SNCF propose de mettre en marche deux à trois aller-retours supplémentaires vers Romilly et Bar-sur-Seine (sur la ligne de Châtillon), pour passer donc à quatre aller-retours par jour. Pour ce faire, la SNCF demande au département de prendre en charge l'augmentation du déficit, évalué à 25 %. Mais le département s'indigne de cette proposition et n'envisage pas de se substituer à l'État en finançant le déficit de la SNCF. Pour cette dernière, c'est le signe qu'en dépit des protestations habituelles contre les fermetures de lignes, la volonté politique d'éviter les transferts sur route n'est pas bien réelle. La ligne Troyes - Châtillon-sur-Seine, au contraire de bénéficier d'une amélioration de l'offre, doit se contenter d'un matériel désuet : c'est ici que circule le tout dernier omnibus vapeur de la SNCF le 27 mai 1972, formé de la 140 C 216 et de trois voitures à essieux et à plates-formes ouvertes.
Jusqu'à la fin du XXe siècle, l'offre augmente considérablement d'un à sept aller-retours par jour sur les lignes maintenues, voire davantage au nord et à l'est de Charleville-Mézières, mais ces services sont désormais en partie assurés par des autocars. La ligne Paris-Strasbourg perd toutefois son service omnibus entre La Ferté-sous-Jouarre et Épernay, sans autocars de substitution. Les lignes de Troyes pour Châlons-en-Champagne, Châtillon-sur-Seine et Saint-Florentin sont fermées au trafic voyageurs les 28 mai 1972, 1er juin 1980 et en septembre 1994, et la Ligne de Langres à Andilly en septembre 1989, pour ne citer que les fermetures les plus récentes. Dans tous les cas, les lignes n'étaient plus parcourues que par un unique aller-retour par jour,.

### Le chemin vers la régionalisation
La SNCF n'ayant pu atteindre l'équilibre financier à la fin de l'exercice 1973, le ministère des Finances fixe l'objectif de reporter les services omnibus sur 10 000 km de voies ferrées sur la route, chiffre bientôt porté à 12 500 km. Quand Jacques Chirac devient Premier ministre le 27 mai 1974, il décrète rapidement l'arrêt des transferts sur route autoritaires et propose d'attendre tout d'abord l'élaboration des premiers schémas régionaux de transport (SRT) décidée le 6 mars 1974. Six régions sont choisies comme régions pilotes, dont la région Champagne-Ardenne ne fait pas partie, mais le principe est progressivement étendu sur toutes les régions jusqu'en 1977. La Champagne-Ardenne entame l'élaboration de son SRT en 1976. Les régions vont se voir se confier l'organisation des services omnibus, avec l'idée sous-jacente qu'elles vont fermer des lignes rurales pour utiliser les économies réalisées pour l'amélioration des dessertes déclarées d'intérêt régional par le SRT. Le but global est l'amélioration des transports collectifs sont coûts supplémentaires pour la collectivité. Mais pour le moment, le SRT Champagne-Ardenne reste sans suite ; il entraînera au 1er juin 1980 le transfert sur route des services omnibus sur les lignes Troyes - Châtillon-sur-Seine (déjà mentionnée ci-dessous) et Charleville-Mézières - Boulzicourt (courte section de la ligne de Reims à Charleville-Mézières).
Globalement, les SRT n'ont pas eu les effets escomptés, bien peu de lignes ayant été fermées. Pour les pouvoirs publics, cette première tentative de régionalisation est vécue comme un échec. Le décret du 30 août 1977 relatif aux SRT est donc abrogé et remplacé par un nouveau décret publié le 24 septembre 1979, en gardant le dispositif des SRT. En mars de la même année déjà, un nouveau contrat d'entreprise a été conclu entre l'État et la SNCF, qui retrouve la responsabilité de la gestion des omnibus. Avec le nouveau décret, les départements et groupements de communes sont dotés officiellement de la compétence de conclure des contrats avec la SNCF, à l'instar des régions. L'article 3 les encourage de proposer des fermetures de lignes et des transferts sur route jusqu'au 30 juin 1980, pour ensuite se faire reverser les économies réalisées par l'État pour une durée de sept ans, pour toute mesure mise en œuvre avant le 31 décembre 1981. Contrairement au décret précédent, ces économies ne doivent plus être obligatoirement réinvesties dans les transports collectifs, mais peuvent être affectées librement. C'est ce que fait la région Champagne-Ardenne, qui entre 1980 et 1985 touche des sommes croissantes allant de 304 000 francs à 769 000 francs, mais ne dépense que 202 000 francs pour les transports une seule fois, en 1983
.
Alors que la région Centre s'est vu rejeter son SRT car voulant rouvrir deux lignes, le changement de politique après l'élection de François Mitterrand comme Président de la République apporte, en 1982, les « réouvertures Fiterman ». Est concernée en Champagne-Ardenne, la ligne de La Ferté-Milon à Reims, longue de 76 km, fermée le 6 mars 1972 et rouverte le 29 mars 1982. Les trains omnibus avaient cessé de circuler entre Fismes et Reims dès 1947, avec fermeture de l'ensemble des gares intermédiaires au trafic voyageurs. Cette réouverture est considérée comme un succès, le nombre de voyageurs transporté par semaine atteignant les 4 820 en octobre 1983, comparé à 1 550 seulement en 1971, et à 760 de la desserte routière de substitution en 1981. Les 70 % des déplacements se concentrent sur la section périrurbaine de Fismes à Reims, où une occupation moyenne des autorails de 82 voyageurs est constatée en 1987. Par ailleurs, au début des années 1980, la SNCF est pour la première fois encouragée d'augmenter l'offre omnibus de sa propre initiative, ce qu'elle fait à chaque changement d'horaire d'été 1981 jusqu'à hiver 1983/84. Dans ce cadre, trois expérimentations sont menées, à l'instar de celles de 1971. En Champagne-Ardenne, la ligne Verdun - Châlons-en-Champagne tient lieu d'exemple pour l'accès d'une ville moyenne au réseau principal. Au service d'hiver 1982, un aller-retour quotidien ainsi que des trains supplémentaires en début et fin de semaine sont ajoutés à l'horaire, ce qui a comme résultat une augmentation du nombre de voyageurs de l'ordre de 25 %.
La LOTI, promulguée le 30 décembre 1982, encourage la décentralisation des transports, sans pour autant définir un cadre précis. Puis, la loi du 7 janvier 1983 sur la répartition des compétences entre les communes, les départements, les régions et l'État donne le coup d'envoi à la décentralisation sur un plan plus général, avec, entre autres, l'instauration du suffrage universel des Conseillers régionaux. Sur le plan des transports ferroviaires régionaux, l'attitude de l'État reste ambivalent. En effet, il ne veut pas doter les régions des budgets nécessaires leur permettant de se substituer à l'État pour le versement de la contribution d'équilibre des services SNCF d'intérêt régional. Il craint que les régions puissent détourner ces fonds de leur destination initiale et réduisent les services ferroviaires, ce qui n'est plus souhaité, contrairement aux années 1970. De ce fait, la décentralisation des services ferroviaires ne peut être que facultative, l'État l'encourageant toutefois et souhaite que les régions s'investissent dans leur amélioration.

### De la naissance du TER jusqu'à la régionalisation
Le TER Champagne-Ardenne est lancé en 1986 à la suite de la mise en place d'une nouvelle politique commerciale de la SNCF sur le plan des transports régionaux, souhaitant affirmer davantage sa propre identité d'entreprise en mettant fin, notamment, aux décorations des trains suivant les souhaits des régions. « TER » traduit une stratégie commerciale reposant sur la marque TER avec son logo et sa décoration, sorte de label de qualité ; la charte TER signée entre la SNCF et les régions qui le souhaitent ; et la gamme commerciale TER. Elle s'exprime à travers l'information voyageurs, la promotion et la communication institutionnelle. Parmi les quatre coloris que la SNCF propose pour la livrée du matériel TER, la région Champagne-Ardenne choisit le bleu. Le TER veut rajeunir l'image des transports ferroviaires régionaux, jusque-là négligés et souffrant d'une mauvaise image. Pour la première fois, une telle initiative est mise en œuvre sur le plan national et s'accompagne de conventions avec toutes les régions (sauf trois, retardataires). En septembre 1986, la région signe donc sa convention d'exploitation avec la SNCF, ne portant pour les deux premières années que sur deux lignes. Ce début de conventionnement coïncide avec l'instauration du TER, mais est en fait un développement indépendant issu de la politique de décentralisation.
En 1988, les trains sur la ligne de Givet à Dinant, dernière ligne transfrontalière de la région encore exploitée en service voyageurs, sont définitivement supprimés. La SNCF avait organisé ce service depuis 1984, année de son abandon par la Société nationale des chemins de fer belges[réf. souhaitée].
À la naissance du TER, la région Champagne-Ardenne ne dispose pas encore de matériel moderne affecté au trafic régional. Depuis les années 1960, les rames inox de banlieue RIB 60 et RIB 70 sont employées dans la grande couronne parisienne, dont sur certains trains entre Paris-Est et Châlons-en-Champagne, mais ce matériel n'est guère adapté à de telles distances. Dès leur mise en service, la SNCF envoie également ses voitures omnibus à deux niveaux (VO 2N) à Châlons-en-Champagne, bien que destinées elles aussi au trafic de banlieue. Sur la ligne non électrifiée de Charleville-Mézières à Givet, au cours des années 1980, les trains sont en partie formés de remorques d'autorail unifiées tractées par des locomotives. Également en raison du manque de matériel adapté, l'on peut y voir des trains très courts d'une ou deux voitures seulement, en lieu et place d'autorails, tout comme par ailleurs entre Romilly et Troyes. En 1986, grâce à sa nouvelle convention, la région est la première à recevoir de EAD X 4300, d'abord dix, puis dix-huit autres en 1989. Elles sont affectées au centre de Metz et permettent au dépôt de Mohon, à Charleville-Mézières, de radier ses derniers X 3800 en 1988. En 1987, la région bénéficie pour la première fois d'automotrices, avec les toutes nouvelles Z 11500 du dépôt de Thionville, circulant entre Charleville-Mézières, Reims et Épernay, avec un aller-retour jusqu'à Nancy. Le nombre des Z 11500 étant insuffisant, des Z 6300 sont envoyées depuis la banlieue parisienne pour renforcer la desserte entre Reims et Épernay (depuis le dépôt de Thionville également).
Entre 1985 et 1992, la région consacre au total 37 600 000 francs aux investissements dans le matériel et se classe à la douzième place des régions françaises. Par contre, elle ne dépense que 300 000 francs pour les investissements d'infrastructure et se retrouve en queue de classement avec trois autres régions. L'objet de ces investissements sont le rehaussement des quais de la vallée de la Meuse (participation à concurrence d'un tiers du montant des travaux) et la remise en état des quais de la gare de Liart, auparavant fermée, pour un nouveau aller-retour hebdomadaire. Sinon, avant le contrat de plan 2000-2006, même l'installation de poteaux d'arrêts le long des lignes régionales ne se fait qu'au compte-gouttes. Deux des trois principaux projets inscrits dans ce contrat de plan, à savoir l'électrification de la section Gretz-Armainvilliers - Troyes de la ligne Paris-Mulhouse et la création d'une connexion avec le RER A en gare du Val de Fontenay restent toutefois lettre morte (janvier 2012). Le troisième projet est le raccordement de la gare de Champagne-Ardenne TGV, située à Bezannes dans l'agglomération de Reims, à la ligne d'Épernay à Reims, dont l'inauguration se fera après l'échéance de la période de plan.
Jusqu'à la régionalisation, sur le plan comptable, la SNCF distribue elle-même la compensation globale pour les dessertes régionales versée par l'État entre les régions. Il apparaît ainsi un solde négatif de 11 354 000 francs pour l'exercice 1993, alors que la Champagne-Ardenne ne fait pas partie des dix régions ayant subi une baisse de trafic depuis 1990 et avait toujours présenté des soldes clairement positifs depuis 1986. Ces résultats ne sont publiés, avec des chiffres provisoires qui plus est, qu'en juin 1995. Les responsables de la SNCF ne parviennent pas à justifier de façon satisfaisante ces mauvais résultats, tout en demandant aux régions concernées de lui verser des contributions à concurrence des déficits. Cette expérience instille la méfiance des régions à l'égard de la SNCF, l'opacité des chiffres ne permettant pas d'exclure que cette dernière répercute les charges financières du réseau à grande vitesse sur les dessertes régionales.
Les expériences gagnées dans les six régions pilotes retenues en 1996 (et dont la Champagne-Ardenne ne fait pas partie) sont décisives pour la généralisation du conventionnement global des services TER par la loi relative à la solidarité et au renouvellement urbains (SRU), promulgué le 13 décembre 2000, à compter du 1er janvier 2002. Les régions deviennent ainsi autorités organisatrices de transports et se substituent à l'État pour le versement des contributions à la SNCF en vertu du trafic régional.

### Depuis la régionalisation
Début 2002, le Conseil régional devient autorité organisatrice de transports. À la suite de la fusion des régions en 2016, l'autorité organisatrice des transports régionaux est la région Grand Est qui hérite de la propriété du matériel roulant[réf. nécessaire].

## Convention (2009-2017)

Le logo avant 2014.

La nouvelle convention d'exploitation des TER a été signée le 7 mai 2009 par Jean-Paul Bachy, président du Conseil régional de Champagne-Ardenne, et Guillaume Pépy, président de la SNCF. Pendant la période couverte par la convention, la région en tant qu'autorité organisatrice de transports, versera annuellement une contribution de plus de 90 000 000 € à la SNCF. Le renouvellement du matériel roulant pour un montant global de 240 000 000 € investis par le Conseil régional sur une période de dix ans étant accompli, la nouvelle convention met l'accent sur la qualité de service avec mise en place un système d'intéressement de la SNCF. En outre, il s'agit pérenniser les acquis de la période précédente, de mieux maîtriser les dispositifs financiers et de les rendre plus transparents, ainsi que de maintenir la présence d'agents du service commercial dans les gares et au bord des trains
.

## Relations TER

### Par rail
La desserte par rail du TER Champagne-Ardenne couvre aujourd'hui la totalité des lignes classiques exploitées en service voyageurs au sein de la région, hors Paris-Est - Troyes et Merrey - Nancy. Deux cent cinquante trains circulent les jours de semaine, moyennant une flotte de cinquante-deux autorails ou automotrices et cinq rames tractées. Ils desservent quatre-vingts gares et points d'arrêts au sein de la région. Certains Intercités deviennent TER sur des sections de leur parcours, notamment sur la Paris - Belfort.
Trois des principales lignes, Paris - Strasbourg, Paris - Belfort et Reims - Charleville-Mézières ne conservent toutefois plus de desserte de proximité depuis bien avant le lancement du TER Champagne-Ardenne ; sur la dernière, deux gares ont été rouvertes (Bazancourt le 1er septembre 2008 et Poix-Terron le 1er octobre 2011). La ligne Charleville-Mézières - Hirson n'a plus d'arrêt intermédiaire quotidiennement desservi, et hormis Merrey et Culmont - Chalindrey, aucun arrêt ne subsiste au sein de la région sur la transversale Dijon - Nancy. - Les relations desservies par des trains TER sont résumées dans le tableau ci-dessous. Sur plusieurs lignes, les trains sont complétés par des autocars. Ces services étant repris par le tableau de la section suivante, le tableau n'en tient pas compte.
Dans la colonne Horaires, sont indiqués le premier départ de la gare nommée en dernier lieu, et le dernier départ de la gare en dernier lieu. Est considérée comme fonctionnant en soirée une ligne dont le dernier départ a lieu après 20 h 30, si ce train effectue la totalité du parcours. Sur des parcours partiels, les lignes peuvent donc fonctionner en soirée sans que cela soit indiqué dans le tableau. Ces renseignements se portent sur le cas le plus représentatif, soit les jours du lundi au vendredi hors jours fériés. La durée du voyage peut varier en fonction des différents services, les horaires n'étant pas cadencés. Est indiquée la durée du voyage la plus représentative, s'appliquant aux trains couvrant l'ensemble de la relation, qui le plus souvent ne s'arrêtent pas dans l'ensemble des gares.
| Ligne     | Caractéristiques | Caractéristiques | Caractéristiques | Caractéristiques | Caractéristiques | Caractéristiques | Caractéristiques | Caractéristiques | Caractéristiques | Illustration |
| --------- | --- | --- | --- | --- | --- | --- | --- | --- | --- | ------------ |
| 1 / 8 / 9 | ÉPERNAY (ou Champagne-Ardenne TGV) ↔ Reims ↔ Rethel ↔ Charleville-Mézières ↔ Sedan ↔ Carignan ↔ LONGWY (Reims - Épernay : Certifié NF service par Afnor sur la base de la norme EN 13816)                                                                                    | ÉPERNAY (ou Champagne-Ardenne TGV) ↔ Reims ↔ Rethel ↔ Charleville-Mézières ↔ Sedan ↔ Carignan ↔ LONGWY (Reims - Épernay : Certifié NF service par Afnor sur la base de la norme EN 13816)                                                                                    | ÉPERNAY (ou Champagne-Ardenne TGV) ↔ Reims ↔ Rethel ↔ Charleville-Mézières ↔ Sedan ↔ Carignan ↔ LONGWY (Reims - Épernay : Certifié NF service par Afnor sur la base de la norme EN 13816)                                                                                    | ÉPERNAY (ou Champagne-Ardenne TGV) ↔ Reims ↔ Rethel ↔ Charleville-Mézières ↔ Sedan ↔ Carignan ↔ LONGWY (Reims - Épernay : Certifié NF service par Afnor sur la base de la norme EN 13816)                                                                                    | ÉPERNAY (ou Champagne-Ardenne TGV) ↔ Reims ↔ Rethel ↔ Charleville-Mézières ↔ Sedan ↔ Carignan ↔ LONGWY (Reims - Épernay : Certifié NF service par Afnor sur la base de la norme EN 13816)                                                                                    | ÉPERNAY (ou Champagne-Ardenne TGV) ↔ Reims ↔ Rethel ↔ Charleville-Mézières ↔ Sedan ↔ Carignan ↔ LONGWY (Reims - Épernay : Certifié NF service par Afnor sur la base de la norme EN 13816)                                                                                    | ÉPERNAY (ou Champagne-Ardenne TGV) ↔ Reims ↔ Rethel ↔ Charleville-Mézières ↔ Sedan ↔ Carignan ↔ LONGWY (Reims - Épernay : Certifié NF service par Afnor sur la base de la norme EN 13816)                                                                                    | ÉPERNAY (ou Champagne-Ardenne TGV) ↔ Reims ↔ Rethel ↔ Charleville-Mézières ↔ Sedan ↔ Carignan ↔ LONGWY (Reims - Épernay : Certifié NF service par Afnor sur la base de la norme EN 13816)                                                                                    | ÉPERNAY (ou Champagne-Ardenne TGV) ↔ Reims ↔ Rethel ↔ Charleville-Mézières ↔ Sedan ↔ Carignan ↔ LONGWY (Reims - Épernay : Certifié NF service par Afnor sur la base de la norme EN 13816)                                                                                    |              |
|           | Longueur 219,7 km | Durée env. 3 h 00 | Nb. arrêts 25 | Soirée / Dimanche - Férié · Non / | Horaires 5 h 48 - 19 h 03 | Réseau TER Champagne-Ardenne / Lorraine | | | |              |
|           | | | | | | | | | |              |
| 2         | PARIS-EST ↔ Château-Thierry ↔ Épernay ↔ Châlons-en-Champagne ↔ Vitry-le-François ↔ SAINT-DIZIER (ou BAR-LE-DUC) TER Vallée de la Marne (Certifié NF service par Afnor sur la base de la norme EN 13816)                                                                      | PARIS-EST ↔ Château-Thierry ↔ Épernay ↔ Châlons-en-Champagne ↔ Vitry-le-François ↔ SAINT-DIZIER (ou BAR-LE-DUC) TER Vallée de la Marne (Certifié NF service par Afnor sur la base de la norme EN 13816)                                                                      | PARIS-EST ↔ Château-Thierry ↔ Épernay ↔ Châlons-en-Champagne ↔ Vitry-le-François ↔ SAINT-DIZIER (ou BAR-LE-DUC) TER Vallée de la Marne (Certifié NF service par Afnor sur la base de la norme EN 13816)                                                                      | PARIS-EST ↔ Château-Thierry ↔ Épernay ↔ Châlons-en-Champagne ↔ Vitry-le-François ↔ SAINT-DIZIER (ou BAR-LE-DUC) TER Vallée de la Marne (Certifié NF service par Afnor sur la base de la norme EN 13816)                                                                      | PARIS-EST ↔ Château-Thierry ↔ Épernay ↔ Châlons-en-Champagne ↔ Vitry-le-François ↔ SAINT-DIZIER (ou BAR-LE-DUC) TER Vallée de la Marne (Certifié NF service par Afnor sur la base de la norme EN 13816)                                                                      | PARIS-EST ↔ Château-Thierry ↔ Épernay ↔ Châlons-en-Champagne ↔ Vitry-le-François ↔ SAINT-DIZIER (ou BAR-LE-DUC) TER Vallée de la Marne (Certifié NF service par Afnor sur la base de la norme EN 13816)                                                                      | PARIS-EST ↔ Château-Thierry ↔ Épernay ↔ Châlons-en-Champagne ↔ Vitry-le-François ↔ SAINT-DIZIER (ou BAR-LE-DUC) TER Vallée de la Marne (Certifié NF service par Afnor sur la base de la norme EN 13816)                                                                      | PARIS-EST ↔ Château-Thierry ↔ Épernay ↔ Châlons-en-Champagne ↔ Vitry-le-François ↔ SAINT-DIZIER (ou BAR-LE-DUC) TER Vallée de la Marne (Certifié NF service par Afnor sur la base de la norme EN 13816)                                                                      | PARIS-EST ↔ Château-Thierry ↔ Épernay ↔ Châlons-en-Champagne ↔ Vitry-le-François ↔ SAINT-DIZIER (ou BAR-LE-DUC) TER Vallée de la Marne (Certifié NF service par Afnor sur la base de la norme EN 13816)                                                                      |              |
|           | Longueur 234,3 km | Durée 2 h 16 | Nb. arrêts 7 | Soirée / Dimanche - Férié · / | Horaires 6 h 09 - 21 h 36 | Réseau TER Champagne-Ardenne / Picardie | | | |              |
| 3         | PARIS-EST ↔ Longueville (Seine-et-Marne) ↔ TROYES ↔ Chaumont ↔ Langres ↔ Culmont-Chalindrey ↔ Vesoul ↔ BELFORT | PARIS-EST ↔ Longueville (Seine-et-Marne) ↔ TROYES ↔ Chaumont ↔ Langres ↔ Culmont-Chalindrey ↔ Vesoul ↔ BELFORT | PARIS-EST ↔ Longueville (Seine-et-Marne) ↔ TROYES ↔ Chaumont ↔ Langres ↔ Culmont-Chalindrey ↔ Vesoul ↔ BELFORT | PARIS-EST ↔ Longueville (Seine-et-Marne) ↔ TROYES ↔ Chaumont ↔ Langres ↔ Culmont-Chalindrey ↔ Vesoul ↔ BELFORT | PARIS-EST ↔ Longueville (Seine-et-Marne) ↔ TROYES ↔ Chaumont ↔ Langres ↔ Culmont-Chalindrey ↔ Vesoul ↔ BELFORT | PARIS-EST ↔ Longueville (Seine-et-Marne) ↔ TROYES ↔ Chaumont ↔ Langres ↔ Culmont-Chalindrey ↔ Vesoul ↔ BELFORT | PARIS-EST ↔ Longueville (Seine-et-Marne) ↔ TROYES ↔ Chaumont ↔ Langres ↔ Culmont-Chalindrey ↔ Vesoul ↔ BELFORT | PARIS-EST ↔ Longueville (Seine-et-Marne) ↔ TROYES ↔ Chaumont ↔ Langres ↔ Culmont-Chalindrey ↔ Vesoul ↔ BELFORT | PARIS-EST ↔ Longueville (Seine-et-Marne) ↔ TROYES ↔ Chaumont ↔ Langres ↔ Culmont-Chalindrey ↔ Vesoul ↔ BELFORT |              |
|           | Longueur 442,7 km | Durée 4 h 00 | Nb. arrêts 12 | Soirée / Dimanche - Férié · Non / | Horaires 5 h 12 - 18 h 42 | Réseau TER Champagne-Ardenne / Franche-Comté | | | |              |
| 4         | REIMS ↔ Épernay ↔ Châlons-en-Champagne ↔ Vitry-le-François ↔ Bar-le-Duc ↔ Toul ↔ NANCY (Reims ↔ Épernay : voir aussi 9 ; Épernay ↔ Vitry-le-François : voir aussi 2) | REIMS ↔ Épernay ↔ Châlons-en-Champagne ↔ Vitry-le-François ↔ Bar-le-Duc ↔ Toul ↔ NANCY (Reims ↔ Épernay : voir aussi 9 ; Épernay ↔ Vitry-le-François : voir aussi 2) | REIMS ↔ Épernay ↔ Châlons-en-Champagne ↔ Vitry-le-François ↔ Bar-le-Duc ↔ Toul ↔ NANCY (Reims ↔ Épernay : voir aussi 9 ; Épernay ↔ Vitry-le-François : voir aussi 2) | REIMS ↔ Épernay ↔ Châlons-en-Champagne ↔ Vitry-le-François ↔ Bar-le-Duc ↔ Toul ↔ NANCY (Reims ↔ Épernay : voir aussi 9 ; Épernay ↔ Vitry-le-François : voir aussi 2) | REIMS ↔ Épernay ↔ Châlons-en-Champagne ↔ Vitry-le-François ↔ Bar-le-Duc ↔ Toul ↔ NANCY (Reims ↔ Épernay : voir aussi 9 ; Épernay ↔ Vitry-le-François : voir aussi 2) | REIMS ↔ Épernay ↔ Châlons-en-Champagne ↔ Vitry-le-François ↔ Bar-le-Duc ↔ Toul ↔ NANCY (Reims ↔ Épernay : voir aussi 9 ; Épernay ↔ Vitry-le-François : voir aussi 2) | REIMS ↔ Épernay ↔ Châlons-en-Champagne ↔ Vitry-le-François ↔ Bar-le-Duc ↔ Toul ↔ NANCY (Reims ↔ Épernay : voir aussi 9 ; Épernay ↔ Vitry-le-François : voir aussi 2) | REIMS ↔ Épernay ↔ Châlons-en-Champagne ↔ Vitry-le-François ↔ Bar-le-Duc ↔ Toul ↔ NANCY (Reims ↔ Épernay : voir aussi 9 ; Épernay ↔ Vitry-le-François : voir aussi 2) | REIMS ↔ Épernay ↔ Châlons-en-Champagne ↔ Vitry-le-François ↔ Bar-le-Duc ↔ Toul ↔ NANCY (Reims ↔ Épernay : voir aussi 9 ; Épernay ↔ Vitry-le-François : voir aussi 2) |              |
|           | Longueur 241,5 km | Durée 2 h 35 | Nb. arrêts 24 | Soirée / Dimanche - Férié · Non / | Horaires 6 h 19 - 18 h 02 | Réseau TER Champagne-Ardenne / Lorraine | | | |              |
| 5         | CHARLEVILLE-MÉZIÈRES ↔ Hirson ↔ Aulnoye-Aymeries ↔ Valenciennes ↔ LILLE | CHARLEVILLE-MÉZIÈRES ↔ Hirson ↔ Aulnoye-Aymeries ↔ Valenciennes ↔ LILLE | CHARLEVILLE-MÉZIÈRES ↔ Hirson ↔ Aulnoye-Aymeries ↔ Valenciennes ↔ LILLE | CHARLEVILLE-MÉZIÈRES ↔ Hirson ↔ Aulnoye-Aymeries ↔ Valenciennes ↔ LILLE | CHARLEVILLE-MÉZIÈRES ↔ Hirson ↔ Aulnoye-Aymeries ↔ Valenciennes ↔ LILLE | CHARLEVILLE-MÉZIÈRES ↔ Hirson ↔ Aulnoye-Aymeries ↔ Valenciennes ↔ LILLE | CHARLEVILLE-MÉZIÈRES ↔ Hirson ↔ Aulnoye-Aymeries ↔ Valenciennes ↔ LILLE | CHARLEVILLE-MÉZIÈRES ↔ Hirson ↔ Aulnoye-Aymeries ↔ Valenciennes ↔ LILLE | CHARLEVILLE-MÉZIÈRES ↔ Hirson ↔ Aulnoye-Aymeries ↔ Valenciennes ↔ LILLE |              |
|           | Longueur 182 km | Durée 2 h 45 | Nb. arrêts 22 | Soirée / Dimanche - Férié · / | Horaires 5 h 35 - 20 h 49 | Réseau TER Champagne-Ardenne / Nord-Pas-de-Calais | | | |              |
| 6         | DIJON ↔ Culmont-Chalindrey ↔ Langres ↔ Chaumont ↔ Joinville ↔ Saint-Dizier ↔ Vitry-le-François ↔ Châlons-en-Champagne ↔ Champagne-Ardenne TGV ↔ REIMS (Culmont-Chalindrey ↔ Langres ↔ Chaumont : voir aussi 3 ; Vitry-le-François ↔ Châlons-en-Champagne : voir aussi 2 / 4) | DIJON ↔ Culmont-Chalindrey ↔ Langres ↔ Chaumont ↔ Joinville ↔ Saint-Dizier ↔ Vitry-le-François ↔ Châlons-en-Champagne ↔ Champagne-Ardenne TGV ↔ REIMS (Culmont-Chalindrey ↔ Langres ↔ Chaumont : voir aussi 3 ; Vitry-le-François ↔ Châlons-en-Champagne : voir aussi 2 / 4) | DIJON ↔ Culmont-Chalindrey ↔ Langres ↔ Chaumont ↔ Joinville ↔ Saint-Dizier ↔ Vitry-le-François ↔ Châlons-en-Champagne ↔ Champagne-Ardenne TGV ↔ REIMS (Culmont-Chalindrey ↔ Langres ↔ Chaumont : voir aussi 3 ; Vitry-le-François ↔ Châlons-en-Champagne : voir aussi 2 / 4) | DIJON ↔ Culmont-Chalindrey ↔ Langres ↔ Chaumont ↔ Joinville ↔ Saint-Dizier ↔ Vitry-le-François ↔ Châlons-en-Champagne ↔ Champagne-Ardenne TGV ↔ REIMS (Culmont-Chalindrey ↔ Langres ↔ Chaumont : voir aussi 3 ; Vitry-le-François ↔ Châlons-en-Champagne : voir aussi 2 / 4) | DIJON ↔ Culmont-Chalindrey ↔ Langres ↔ Chaumont ↔ Joinville ↔ Saint-Dizier ↔ Vitry-le-François ↔ Châlons-en-Champagne ↔ Champagne-Ardenne TGV ↔ REIMS (Culmont-Chalindrey ↔ Langres ↔ Chaumont : voir aussi 3 ; Vitry-le-François ↔ Châlons-en-Champagne : voir aussi 2 / 4) | DIJON ↔ Culmont-Chalindrey ↔ Langres ↔ Chaumont ↔ Joinville ↔ Saint-Dizier ↔ Vitry-le-François ↔ Châlons-en-Champagne ↔ Champagne-Ardenne TGV ↔ REIMS (Culmont-Chalindrey ↔ Langres ↔ Chaumont : voir aussi 3 ; Vitry-le-François ↔ Châlons-en-Champagne : voir aussi 2 / 4) | DIJON ↔ Culmont-Chalindrey ↔ Langres ↔ Chaumont ↔ Joinville ↔ Saint-Dizier ↔ Vitry-le-François ↔ Châlons-en-Champagne ↔ Champagne-Ardenne TGV ↔ REIMS (Culmont-Chalindrey ↔ Langres ↔ Chaumont : voir aussi 3 ; Vitry-le-François ↔ Châlons-en-Champagne : voir aussi 2 / 4) | DIJON ↔ Culmont-Chalindrey ↔ Langres ↔ Chaumont ↔ Joinville ↔ Saint-Dizier ↔ Vitry-le-François ↔ Châlons-en-Champagne ↔ Champagne-Ardenne TGV ↔ REIMS (Culmont-Chalindrey ↔ Langres ↔ Chaumont : voir aussi 3 ; Vitry-le-François ↔ Châlons-en-Champagne : voir aussi 2 / 4) | DIJON ↔ Culmont-Chalindrey ↔ Langres ↔ Chaumont ↔ Joinville ↔ Saint-Dizier ↔ Vitry-le-François ↔ Châlons-en-Champagne ↔ Champagne-Ardenne TGV ↔ REIMS (Culmont-Chalindrey ↔ Langres ↔ Chaumont : voir aussi 3 ; Vitry-le-François ↔ Châlons-en-Champagne : voir aussi 2 / 4) |              |
|           | Longueur 313,1 km | Durée 3 h 30 | Nb. arrêts 27 | Soirée / Dimanche - Férié · Non / | Horaires 6 h 10 - 18 h 02 | Réseau TER Champagne-Ardenne / Bourgogne | | | |              |
| 7         | CHARLEVILLE-MÉZIÈRES ↔ Monthermé ↔ Revin ↔ GIVET (Certifié NF service par Afnor sur la base de la norme EN 13816) | CHARLEVILLE-MÉZIÈRES ↔ Monthermé ↔ Revin ↔ GIVET (Certifié NF service par Afnor sur la base de la norme EN 13816) | CHARLEVILLE-MÉZIÈRES ↔ Monthermé ↔ Revin ↔ GIVET (Certifié NF service par Afnor sur la base de la norme EN 13816) | CHARLEVILLE-MÉZIÈRES ↔ Monthermé ↔ Revin ↔ GIVET (Certifié NF service par Afnor sur la base de la norme EN 13816) | CHARLEVILLE-MÉZIÈRES ↔ Monthermé ↔ Revin ↔ GIVET (Certifié NF service par Afnor sur la base de la norme EN 13816) | CHARLEVILLE-MÉZIÈRES ↔ Monthermé ↔ Revin ↔ GIVET (Certifié NF service par Afnor sur la base de la norme EN 13816) | CHARLEVILLE-MÉZIÈRES ↔ Monthermé ↔ Revin ↔ GIVET (Certifié NF service par Afnor sur la base de la norme EN 13816) | CHARLEVILLE-MÉZIÈRES ↔ Monthermé ↔ Revin ↔ GIVET (Certifié NF service par Afnor sur la base de la norme EN 13816) | CHARLEVILLE-MÉZIÈRES ↔ Monthermé ↔ Revin ↔ GIVET (Certifié NF service par Afnor sur la base de la norme EN 13816) |              |
|           | Longueur 63,6 km | Durée 1 h 15 | Nb. arrêts 15 | Soirée / Dimanche - Férié · / | Horaires 4 h 38 - 20 h 41 | Réseau TER Champagne-Ardenne | | | |              |
| 10        | LAON ↔ Saint-Erme ↔ Giuignicourt ↔ REIMS | LAON ↔ Saint-Erme ↔ Giuignicourt ↔ REIMS | LAON ↔ Saint-Erme ↔ Giuignicourt ↔ REIMS | LAON ↔ Saint-Erme ↔ Giuignicourt ↔ REIMS | LAON ↔ Saint-Erme ↔ Giuignicourt ↔ REIMS | LAON ↔ Saint-Erme ↔ Giuignicourt ↔ REIMS | LAON ↔ Saint-Erme ↔ Giuignicourt ↔ REIMS | LAON ↔ Saint-Erme ↔ Giuignicourt ↔ REIMS | LAON ↔ Saint-Erme ↔ Giuignicourt ↔ REIMS |              |
|           | Longueur 52,0 km | Durée 0 h 45 | Nb. arrêts 9 | Soirée / Dimanche - Férié · Non / | Horaires 6 h 43 - 20 h 02 | Réseau TER Picardie / Champagne-Ardenne | | | |              |
| 11        | REIMS ↔ Bazoches ↔ Fismes ↔ LA FERTÉ-MILON (Certifié NF service par Afnor sur la base de la norme EN 13816) | REIMS ↔ Bazoches ↔ Fismes ↔ LA FERTÉ-MILON (Certifié NF service par Afnor sur la base de la norme EN 13816) | REIMS ↔ Bazoches ↔ Fismes ↔ LA FERTÉ-MILON (Certifié NF service par Afnor sur la base de la norme EN 13816) | REIMS ↔ Bazoches ↔ Fismes ↔ LA FERTÉ-MILON (Certifié NF service par Afnor sur la base de la norme EN 13816) | REIMS ↔ Bazoches ↔ Fismes ↔ LA FERTÉ-MILON (Certifié NF service par Afnor sur la base de la norme EN 13816) | REIMS ↔ Bazoches ↔ Fismes ↔ LA FERTÉ-MILON (Certifié NF service par Afnor sur la base de la norme EN 13816) | REIMS ↔ Bazoches ↔ Fismes ↔ LA FERTÉ-MILON (Certifié NF service par Afnor sur la base de la norme EN 13816) | REIMS ↔ Bazoches ↔ Fismes ↔ LA FERTÉ-MILON (Certifié NF service par Afnor sur la base de la norme EN 13816) | REIMS ↔ Bazoches ↔ Fismes ↔ LA FERTÉ-MILON (Certifié NF service par Afnor sur la base de la norme EN 13816) |              |
|           | Longueur 76,1 km | Durée 1 h 09 | Nb. arrêts 12 | Soirée / Dimanche - Férié · Non / | Horaires 6 h 14 - 18 h 41 | Réseau TER Champagne-Ardenne / Picardie | | | |              |
| 16        | CHÂLONS-EN-CHAMPAGNE ↔ Saint-Hilaire-au-Temple ↔ Sainte-Menehould ↔ VERDUN (Châlons ↔ Saint-Hilaire-au-Temple : voir aussi 6) | CHÂLONS-EN-CHAMPAGNE ↔ Saint-Hilaire-au-Temple ↔ Sainte-Menehould ↔ VERDUN (Châlons ↔ Saint-Hilaire-au-Temple : voir aussi 6) | CHÂLONS-EN-CHAMPAGNE ↔ Saint-Hilaire-au-Temple ↔ Sainte-Menehould ↔ VERDUN (Châlons ↔ Saint-Hilaire-au-Temple : voir aussi 6) | CHÂLONS-EN-CHAMPAGNE ↔ Saint-Hilaire-au-Temple ↔ Sainte-Menehould ↔ VERDUN (Châlons ↔ Saint-Hilaire-au-Temple : voir aussi 6) | CHÂLONS-EN-CHAMPAGNE ↔ Saint-Hilaire-au-Temple ↔ Sainte-Menehould ↔ VERDUN (Châlons ↔ Saint-Hilaire-au-Temple : voir aussi 6) | CHÂLONS-EN-CHAMPAGNE ↔ Saint-Hilaire-au-Temple ↔ Sainte-Menehould ↔ VERDUN (Châlons ↔ Saint-Hilaire-au-Temple : voir aussi 6) | CHÂLONS-EN-CHAMPAGNE ↔ Saint-Hilaire-au-Temple ↔ Sainte-Menehould ↔ VERDUN (Châlons ↔ Saint-Hilaire-au-Temple : voir aussi 6) | CHÂLONS-EN-CHAMPAGNE ↔ Saint-Hilaire-au-Temple ↔ Sainte-Menehould ↔ VERDUN (Châlons ↔ Saint-Hilaire-au-Temple : voir aussi 6) | CHÂLONS-EN-CHAMPAGNE ↔ Saint-Hilaire-au-Temple ↔ Sainte-Menehould ↔ VERDUN (Châlons ↔ Saint-Hilaire-au-Temple : voir aussi 6) |              |
|           | Longueur 106,6 km | Durée 1 h 25 | Nb. arrêts 7 | Soirée / Dimanche - Férié · / | Horaires 6 h 07 - 20 h 42 | Réseau TER Champagne-Ardenne / Lorraine | | | |              |
| 17        | NANCY ↔ Pont-Saint-Vincent ↔ Vittel ↔ Contrexéville ↔ Merrey ↔ CULMONT-CHALINDREY | NANCY ↔ Pont-Saint-Vincent ↔ Vittel ↔ Contrexéville ↔ Merrey ↔ CULMONT-CHALINDREY | NANCY ↔ Pont-Saint-Vincent ↔ Vittel ↔ Contrexéville ↔ Merrey ↔ CULMONT-CHALINDREY | NANCY ↔ Pont-Saint-Vincent ↔ Vittel ↔ Contrexéville ↔ Merrey ↔ CULMONT-CHALINDREY | NANCY ↔ Pont-Saint-Vincent ↔ Vittel ↔ Contrexéville ↔ Merrey ↔ CULMONT-CHALINDREY | NANCY ↔ Pont-Saint-Vincent ↔ Vittel ↔ Contrexéville ↔ Merrey ↔ CULMONT-CHALINDREY | NANCY ↔ Pont-Saint-Vincent ↔ Vittel ↔ Contrexéville ↔ Merrey ↔ CULMONT-CHALINDREY | NANCY ↔ Pont-Saint-Vincent ↔ Vittel ↔ Contrexéville ↔ Merrey ↔ CULMONT-CHALINDREY | NANCY ↔ Pont-Saint-Vincent ↔ Vittel ↔ Contrexéville ↔ Merrey ↔ CULMONT-CHALINDREY |              |
|           | Longueur 163,8 km | Durée 2 h 38 | Nb. arrêts 26 | Soirée / Dimanche - Férié · Non / | Horaires 6 h 08 - 16 h 10 | Réseau TER Lorraine / Champagne-Ardenne | | | |              |

### Par autocar
Les dessertes par autocar sur la région sont, sans exception, des dessertes de substitution au service ferroviaire. Quatre-vingts courses sont programmés les jours ouvrables sur les quatorze relations proposées. La relation n° 12 est la seule concernant une ligne de chemin de fer ayant conservé un service omnibus restreint. Les relations n° 24 et 25, ainsi que les sections Ville-sous-la-Ferté - Bar-sur-Aube de la relation n° 22 et Troyes - Châlons-en-Champagne de la ligne 140 concernent des lignes de chemin de fer fermées au trafic voyageurs. Toutes les autres relations représentent des services omnibus par fer transférés sur la route, et restent donc desservies par le train pour les services directs. La section Châlons-en-Champagne - Reims de la ligne 140 a la particularité de faire double emploi avec un service assuré par fer à bonne fréquence de desserte.
|     | Parcours                                                                                                   |
| --- | --- |
| 2   | Saint-Dizier ↔ Vitry-le-François                                                                           |
| 12  | Saint-Dizier ↔ Joinville ↔ Chaumont                                                                        |
| 13  | Troyes ↔ Romilly-sur-Seine ↔ Nogent-sur-Seine                                                              |
| 14  | Troyes ↔ Vendeuvre (↔ Bar-sur-Aube)                                                                        |
| 15  | Chaumont ↔ Langres et Is-sur-Tille ↔ Langres                                                               |
| 18  | Vesoul ↔ Gare de Culmont-Chalindrey (7 allers et 1 retour hebdomadaires)                                   |
| 19  | Sedan ↔ Carignan ↔ La Ferté-sur-Chiers                                                                     |
| 20  | Châlons-en-Champagne ↔ Vitry-le-François                                                                   |
| 21  | Troyes ↔ Saint-Florentin ↔ Laroche-Migennes                                                                |
| 22  | Ville-sous-la-Ferté ↔ Clairvaux ↔ Bar-sur-Aube ↔ Vendeuvre                                                 |
| 23  | (Ville-sous-la-Ferté ↔) Clairvaux ↔ Chaumont                                                               |
| 24  | Gare de Culmont-Chalindrey - Gray (un unique aller-retour hebdomadaire)                                    |
| 25  | (Laon ↔) Rozoy-sur-Serre ↔ Liart (transport à la demande)                                                  |
| 140 | Ligne régionale « TransChampagneArdenne » : Troyes ↔ Châlons-en-Champagne ↔ Reims (↔ Charleville-Mézières) |

## Tarification
Les tarifs valables sur l'échelle nationale s'appliquent sur le TER Champagne-Ardenne également. En complément, la région propose des formules tarifaires spécifiques, pour partie en collaboration avec les transports urbains de certaines villes (tarifs multimodaux). Les tarifs régionaux se divisent en tarifs tout public et tarifs soumis à des conditions d'éligibilité.

### Tarifs tout public
Le Pass Champagne-Ardenne Liberté est une carte de réduction régionale valable tous les jours sur l'ensemble des relations TER. La réduction accordée est de 25 % du lundi au vendredi et de 50 % le week-end. Trois autres personnes accompagnant le titulaire de la carte peuvent bénéficier de la même réduction le week-end. D'autres avantages existent, comme la gratuité des transports urbains de Reims, le week-end, pour le voyageurs et ses accompagnateurs avec un billet à destination de Reims. Ainsi que des réductions accordées par des partenaires commerciaux. Valable pendant un an, le Pass Champagne-Ardenne Liberté est vendu au prix de 30€ (janvier 2014). Il se décline aussi comme version valable uniquement les week-ends, vendu au prix de 5 € (janvier 2014) sous la dénomination Pass Champagne-Ardenne Loisirs.
Le billet Paris pour tous est un billet aller-retour au prix réduit de près de 70 % par rapport au plein tarif SNCF, s'appliquant les samedis sur un unique aller-retour entre Châlons-en-Champagne (départ 6 h 14, retour 22 h 06) et Paris-Est, avec possibilité de monter également à Épernay et Dormans.
Le billet Mémorial Charles de Gaulle est un billet aller-retour au prix réduit de 50 % par rapport au plein tarif SNCF, s'appliquant aux allers-retours pour Chaumont depuis n'importe quelle gare ou point d'arrêt de la région (mais en vente seulement dans l'Aube et dans la Haute-Marne, ainsi qu'à Reims). Pour accéder au mémorial Charles-de-Gaulle à Colombey-les-Deux-Églises, il faut toutefois réserver téléphoniquement une navette 48 h par avance (service payant). Sur présentation du billet, une réduction est accordée sur le droit d'entrée au mémorial. Une cachet du mémorial sur le billet est par ailleurs obligatoire pour que le billet soit valable pour le trajet retour.
Le Pass Ardenne est un forfait de libre circulation journalière, valable les samedis, dimanches et jours fériés sur la ligne Charleville-Mézières - Givet. Cette offre n'est vendue qu'aux guichets et distributeurs automatiques de la ligne concernée.
Les Trains du foot sont des trains spéciaux mis en place par le TER Champagne-Ardenne à l'occasion de tous les matchs de football ayant lieu au stade Louis-Dugauguez de Sedan. Les trains arrivent 30 min avant le début du match et repartent 45 min après la fin du match, et ils sont utilisables avec un tarif réduit. Pour l'aller, ce même tarif est également valable à bord des trains réguliers le jour du match. Le stade est situé à 5 min à pied de la gare.
Les groupes à partir de dix personnes bénéficient de réductions allant de 30 % à 75 % en fonction du nombre de personnes, mais ce tarif est toutefois soumis à certaines conditions.

### Tarifs soumis à des conditions d'éligibilité
Les abonnements de travail très avantageux ne s'appliquant pas à des trajets supérieurs à 75 km, la Région a mis en place les abonnements Pass'Actifs. Ils s’adressent à tous les salariés résidant dans la région et effectuant un trajet supérieur à 75 km pour se rendre sur leur lieu de travail au sein de la région. Proposés sous la forme d'abonnements hebdomadaires, mensuels ou annuels "Pass'Actifs Annuel", ils permettent de bénéficier d'une réduction de 75 % sur le plein tarif de la SNCF. Le Pass'Actifs inclut les fonctionnalités du Pass Champagne-Ardenne Liberté, c'est-à-dire 25 % respectivement 50 % de réduction sur les allers simples sur les autres lignes de la région.
Les salariés utilisant les transports en commun d'Épernay, Chaumont, Châlons-en-Champagne ou Reims peuvent opter pour une version de Pass'Actifs incluant les transports urbains d'une ou deux de ces villes, en fonction du trajet. Pour Reims, est proposée également un abonnement annuel au prix de 10,5 abonnements mensuels.
Pass’Études permet aux étudiants non rémunérés de moins de vingt-six ans de bénéficier de 63 % de réduction sur les billets aller-retour pour les déplacements hebdomadaires entre domicile et lieu d'études, au sein de la région ou vers les départements de l'Aisne, de la Côte-d'Or, du Doubs, du Nord, de la Somme, du Territoire de Belfort ou les régions Alsace, Bourgogne et Lorraine. Certains TGV désignés peuvent être empruntés sans supplément. Sinon, le Pass’Études donne droit à 50 % de réduction sur tous les autres trajets au sein de la région. Le week-end, une personne accompagnant le titulaire de la carte peut également bénéficier de cette réduction. Alternativement au Pass’Études, les étudiants et apprentis de moins de 23 ans peuvent également acheter un abonnement mensuel Libre Études, applicable uniquement aux trajets domicile - lieu d'études au sein de la région. L'abonnement donne droit à 50 % de réduction sur les billets vers d'autres destinations au sein de la région.
Pass’Emploi permet aux demandeurs d’emplois de se rendre gratuitement à un entretien d'embauche, à un concours ou à une agence Pôle emploi à la suite d'une convocation. La formule s'applique à toutes les destinations au sein de la région. Pour obtenir le titre de transport, il faut se rendre à l'agence Pôle emploi muni de la convocation à un entretien d'embauche et demander un bon Picardie Pass'Emploi, échangeable gratuitement dans un billet aux guichets des gares et auprès des chauffeurs des cars TER.
Pass Solidaire est une carte de réduction gratuite valable pendant un an et donnant droit à 80 % de réduction sur le plein tarif, pour les déplacements au sein de la région. Après constitution d'un dossier et son envoi à un centre de gestion auprès de la direction régionale de la SNCF, les membres d'un foyer fiscal dont le quotient familial n'excède pas 72 % du SMIC net annuel peuvent en bénéficier.

## Matériel roulant

### Matériel actuel

#### Voitures et rames tractées
Aucune affectée au TER Champagne-Ardenne

### Matériel passé
- Autorail X 4300
- Autorail X 4630

## Projets à venir
Dans le cadre du Contrat de projets État-région 2007-2013, le projet majeur est la modernisation et l’électrification de la Ligne Paris - Mulhouse, et plus particulièrement la section Gretz-Armainvilliers - Troyes. La région Champagne-Ardenne va étudier la possibilité d'une desserte ferroviaire sur l'axe Châlons-en-Champagne - Vatry - Troyes et la création d'une halte à Beine-Farman (Reims)[réf. souhaitée]. En parallèle, le programme de modernisation des gares TER, déjà entamée, se poursuit.